# (20341) Alanstack
(20341) Alanstack est un astéroïde de la ceinture principale d'astéroïdes.

## Description
(20341) Alanstack est un astéroïde de la ceinture principale d'astéroïdes. Il fut découvert le 21 avril 1998 à Socorro (Nouveau-Mexique) par le projet LINEAR. Il présente une orbite caractérisée par un demi-grand axe de 2,42 UA, une excentricité de 0,08 et une inclinaison de 5,1° par rapport à l'écliptique.

## Compléments